# Pandiculation
 (février 2023).
Si vous disposez d'ouvrages ou d'articles de référence ou si vous connaissez des sites web de qualité traitant du thème abordé ici, merci de compléter l'article en donnant les références utiles à sa vérifiabilité et en les liant à la section « Notes et références ».

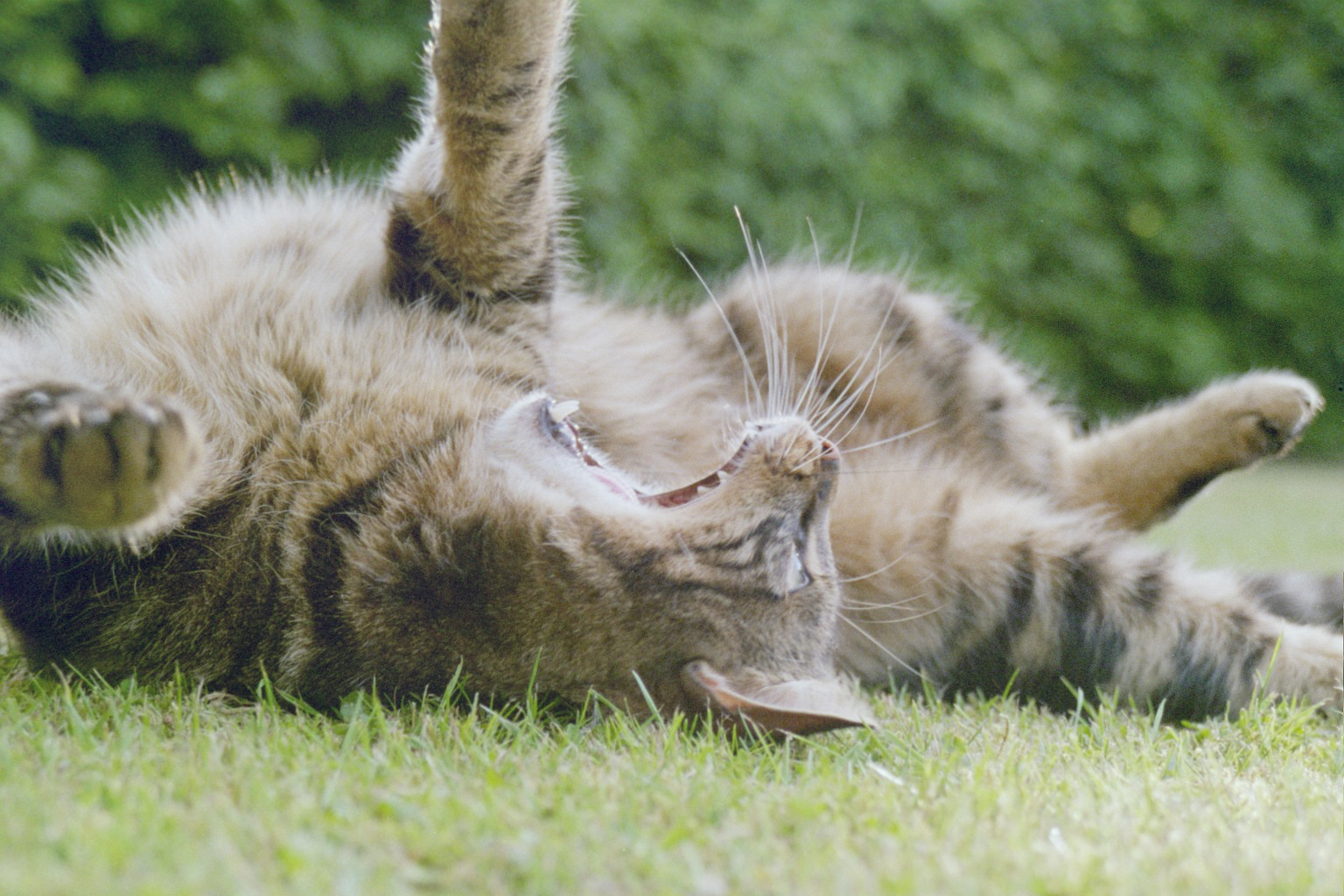
Chat effectuant une pandiculation.

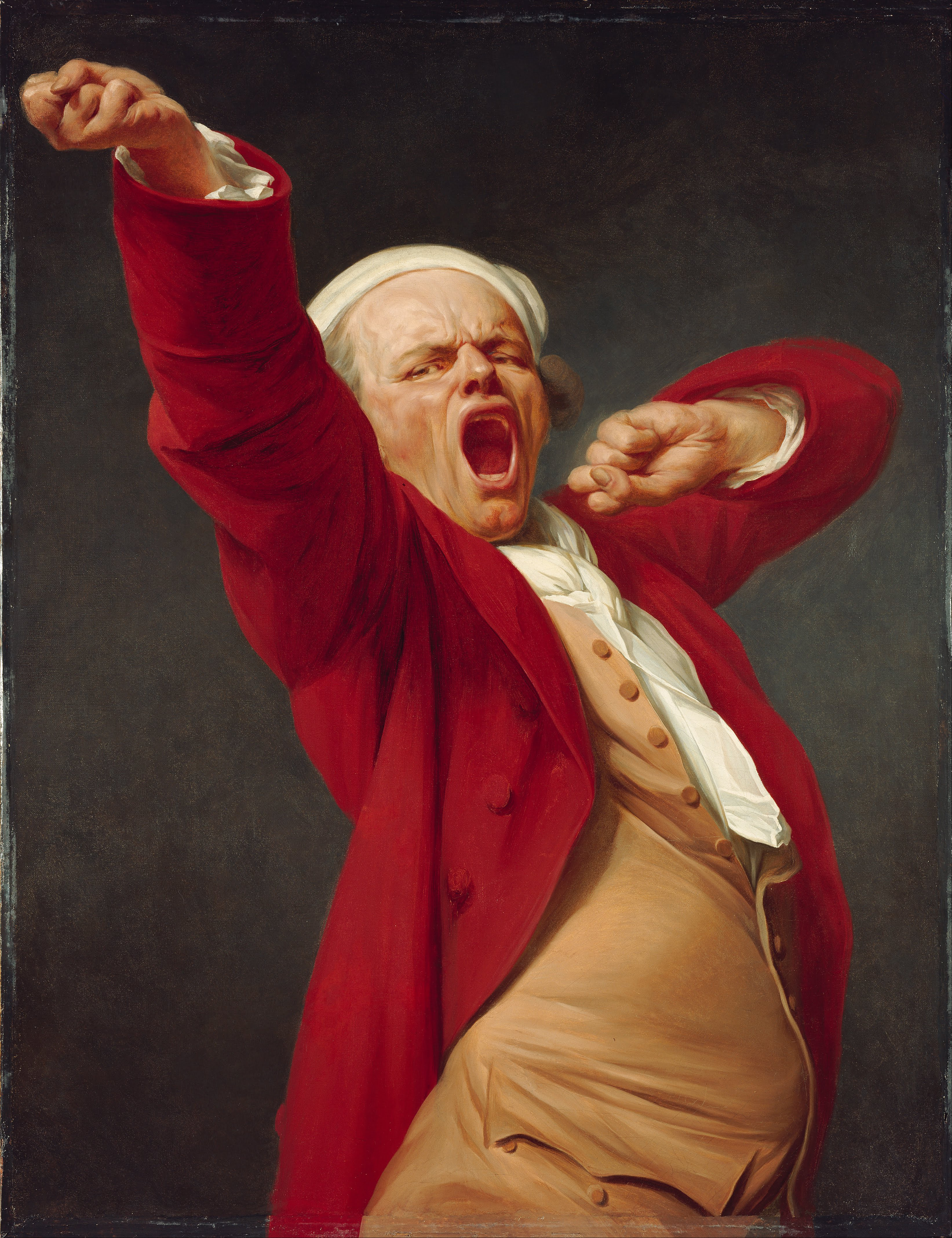
Joseph Ducreux pandiculant (autoportrait v.1783).

La pandiculation est l'action souvent associée au bâillement, caractérisée par une contraction plus ou moins généralisée des muscles, suivie de leur relâchement.
Elle est présente chez les animaux (dont l'humain), fréquente au réveil ou, pour les grands animaux, après le relever.

## Description
La pandiculation est différente de l'étirement. Dans ce dernier, les muscles ne sont pas fortement contractés ; l'important est mis sur l'étirement tissulaire, et particulièrement l'étirement ressenti des muscles antagonistes à ceux qui sont mobilisés pour effectuer le mouvement d'étirement.
Pour les humains, la pandiculation consiste à porter les bras au-dessus de la tête, renverser la tête en arrière, tout en étirant les muscles des cuisses et des mollets. Un creusement du dos est également remarqué.
Chez les quadrupèdes (cheval, chat, notamment) les deux postérieurs sont fréquemment tendus vers l'arrière successivement (un seul à la fois).